# John Boynton Priestley

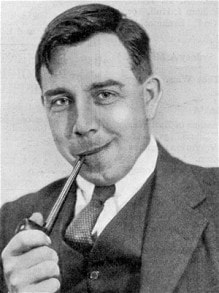
J. B. Priestley

John Boynton Priestley (* 13. September 1894 in Bradford; † 14. August 1984 in Stratford-upon-Avon) war ein englischer Schriftsteller, Journalist und Literaturkritiker.

## Leben

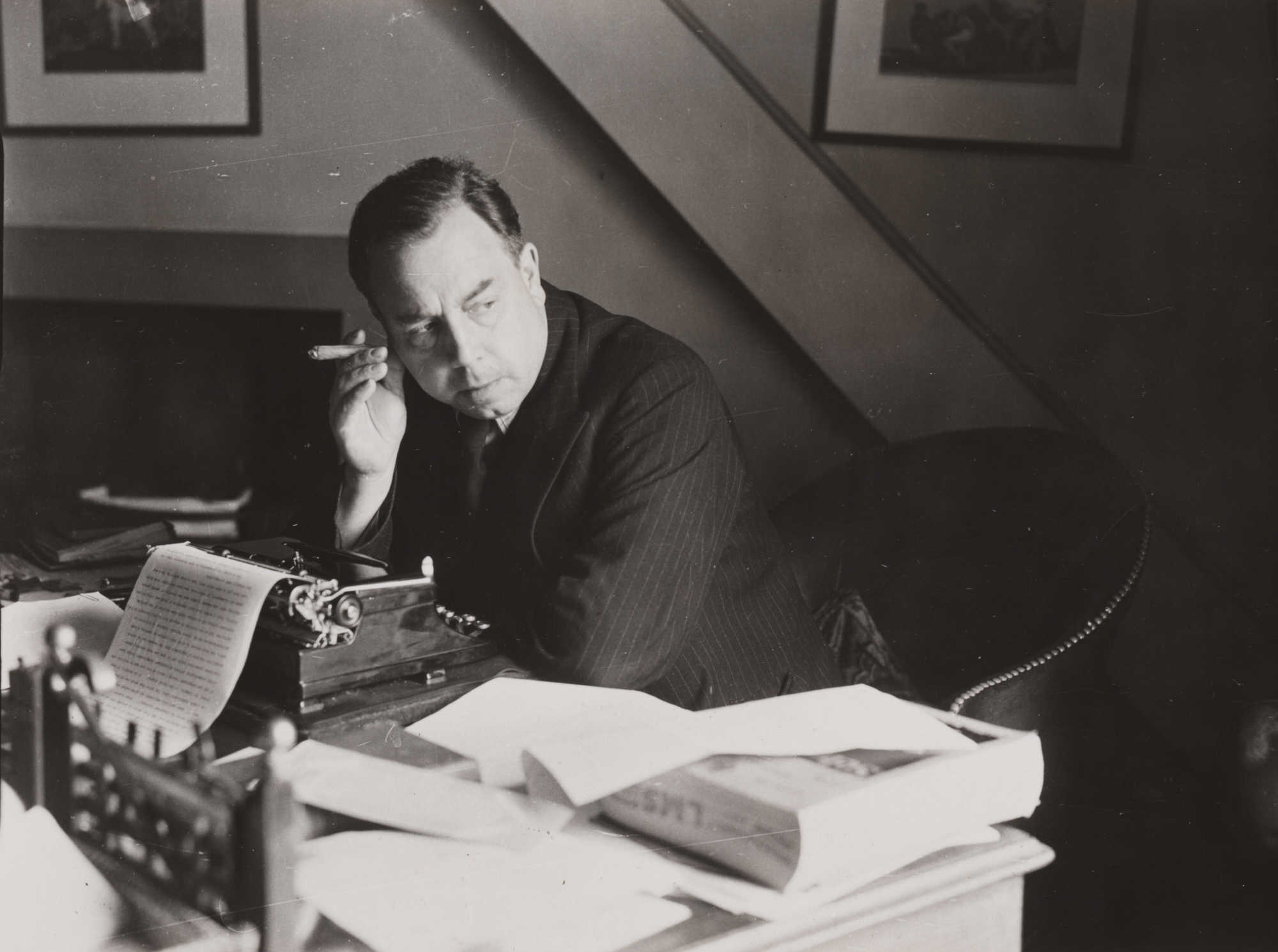
John Boynton Priestley im Jahr 1940

John Boynton Priestley wurde in Bradford als Sohn eines Lehrers geboren. Nach dem Tod seiner Mutter wurde er von seiner Stiefmutter erzogen. Nach der Schulausbildung begann er eine Lehre im kaufmännischen Bereich und verfasste nebenbei Beiträge für Zeitungen.
In der Zeit des Ersten Weltkrieges war er als Freiwilliger bei der Britischen Armee. Nach Beendigung des Kriegsdienstes begann er ein Studium der Literatur und Geschichte an der Universität Cambridge. Seit 1922 war er in London als freier Schriftsteller und Literaturkritiker tätig.
In der Folgezeit veröffentlichte er Essays, Romane, Kurzgeschichten und Theaterstücke. Dem Theater sollte er sich bis in die 1940er Jahre widmen. Er gründete ein eigenes Theater, für das er vorrangig seine Stücke konzipierte, war selber als Regisseur tätig und trat sogar einmal als Schauspieler auf.
Während des Zweiten Weltkrieges war Priestley für die BBC als Kommentator tätig. In dieser Funktion wurde er einer der populärsten Rundfunksprecher Großbritanniens seiner Zeit.
Ende der 1940er Jahre leitete er die britische Sektion der UNESCO für Film, Radio und Presse. Ab 1949 war er Präsident des ersten Internationalen Theaterinstituts mit Sitz in Paris.
Sein 1932 geborener Sohn Tom Priestley war bis in die 1980er als Filmeditor tätig und gründete 1997 die J.B. Priestley Society. Eine seiner beiden Töchter war die englische Musiktherapeutin Mary Priestley.
Im Jahr 1977 wurde er für seine Verdienste von der britischen Königin in den Order of Merit aufgenommen. 

## Werke (in Auswahl)

### Theaterstücke
- 1932: Gefährliche Kurve (Dangerous Corner)[1]
- 1934: Wenn wir verheiratet sind (When We Are Married)
- 1937: Die Zeit und die Conways (Time and the Conways)
- 1937: Hier war ich schon einmal (I Have Been Here Before)
- 1944: Die fremde Stadt (They Came to the City). Übersetzung Lutz Weltmann.
- 1946: Ein Inspektor kommt (An Inspector Calls)
- 1947: Familie Professor Linden (The Linden Tree)

### Romane
- 1927: Von der Nacht überrascht (Benighted)
- 1929: Die guten Gefährten (The Good Companions)
- 1930: Engelgasse / Das Jahr, als Mr. Golspie kam (Angel Pavement)
- 1932: Faraway
- 1933: Der Held wider Willen (Wonder Hero)
- 1936: Abenteuer in London (They Walk in the City)
- 1938: Das Jüngste Gericht (The Doomsday Men)
- 1944: Verdunkelung in Gretley (Black-Out in Gretley)
- 1945: Drei Männer (Three Men in New Suits)
- 1946: Heller Tag (auch unter dem Titel Zauber früher Jahre erschienen) (Bright Day)
- 1947: Jenny Villiers
- 1951: Das große Fest (Festival at Farbridge)
- 1954: The Magicians
- 1961: Saturn über dem Wasser (Saturn Over the Water)
- 1962: The Shapes of Sleep

### Reiseberichte
- 1934: Englische Reise (English Journey)

## Verfilmungen

### Literarische Vorlage
- 1932 – The Old Dark House – Regie: James Whale – nach dem Roman Benighted
- 1954 – Ein Inspector kommt (An Inspector Calls) – Regie: Guy Hamilton – nach dem gleichnamigen Bühnenstück
- 1959 – Und das am Montagmorgen – Regie: Luigi Comencini – nach dem Bühnenstück The Scandalous Affairs of Mr. Kettle and Mrs. Moon
- 1963 – Das alte finstere Haus (The Old Dark House) – Regie: William Castle – nach dem Roman Benighted
- 1971 – Traue keinem Hausfreund (A severed head) – Regie: Dick Clement
- 1972 – Gefährliche Wahrheit („Dangerous Corner“) – Regie: Wladimir Bassow – nach dem gleichnamigen Bühnenstück
- 1982 – An Inspector Calls – Regie: Michael Simpson – nach dem gleichnamigen Bühnenstück
- 1983 – E Inspäkter chunnt – Regie: Bruno Kaspar  – nach dem Drama Ein Inspektor kommt
- 2006 – Noch einmal Ferien (Last holiday) – Regie: Wayne Wang – Vorlage: Drehbuch zu „Ferien wie noch nie“
- 2015 – An Inspector Calls – Regie: Aisling Walsh – Fernsehfilm der BBC nach dem gleichnamigen Bühnenstück[2]

### Drehbuch
- 1939 – Riff-Piraten
- 1950 – Ferien wie noch nie (Last Holiday) – Regie: Henry Cass
- 1962 – Die glücklichen Jahre der Thorwalds – John Olden, Wolfgang Staudte